# Seppo Westerlund
Seppo Assar Kustaa Westerlund, född 2 november 1930 i Uleåborg, död 22 februari 2014 i Esbo, var en finländsk politiker. Han var ledamot av Finlands riksdag 1970–1979 och Finlands försvarsminister 1976–1977.
Westerlund utexaminerades 1954 från Tekniska högskolan och var verkställande direktör för Aluerakennus 1966–1970. I riksdagen representerade han Liberala folkpartiet och som försvarsminister tjänstgjorde han i regeringen Miettunen III.
Westerlund var aktiv inom kommunalpolitiken i Esbo och inom idrottsklubbar som Tapion Honka och Espoon Tapiot.